# Le leggende di Andor
Le leggende di Andor è un gioco da tavolo cooperativo fantasy di Michael Menzel, pubblicato nel 2012 da Kosmos e distribuito in Italia da Giochi Uniti.
Il gioco nel 2013 ha vinto numerosi premi dedicati ai giochi da tavolo: il premio Kennerspiel des Jahres in Germania, il premio As d'Or - Jeu de l'Année in Francia e il premio Juego del Año in Spagna.

## Descrizione
Il gioco narra la storia di Andor divisa in cinque leggende, ovvero mini-avventure completabili in più sessioni di gioco. I giocatori vestono i panni di una compagnia di eroi (Guerriero/a, Mago/a, Arciere/a, Nano/a, nella versione di base) incaricati di portare a termine le missioni di ogni leggenda, che hanno per obiettivo la salvaguardia del reame, sventando i malefici piani orditi da creature ostili alla pace del regno. La plancia è divisa in due mappe da gioco (Reame di Andor e Miniera abbandonata) a loro volta divise in regioni. L'avanzamento del gioco è scandito da una serie di giornate coincidente con i turni totali di gioco. Durante una giornata ogni giocatore ha a disposizione 7 ore al giorno (e 3 addizionali) spendibili a più riprese per compiere azioni come spostarsi tra le regioni o combattere le creature. In aggiunta sono disponibili azioni gratuite di recupero oggetti e potenziamento. Le giornate avanzano generalmente quando tutti gli eroi esauriscono le ore a disposizione oppure quando una creatura viene eliminata. La seconda condizione limita la possibilità di controllo della partita, poiché eliminare troppe creature comporta la prematura conclusione del gioco. Per tale motivo, al fine di completare le missioni, è necessaria la stretta collaborazione degli eroi. A complicare la buona riuscita delle missioni, si aggiungono eventi aleatori che contribuiscono all'originalità di ogni partita. Le regole sono presentate gradualmente: oltre ai due manuali contenenti i riferimenti generali, ogni leggenda è narrata tramite un apposito mazzo di carte ordinate alfabeticamente, con le proprie regole personalizzate e note di ambientazione. Ciò permette ai giocatori di poter fare la loro prima partita molto rapidamente, mentre nuove regole vengono aggiunte avanzando con il gioco.

## Sequel
In seguito al successo del gioco base sono stati pubblicati due sequel: Le leggende di Andor - Viaggio al Nord (nel 2014), ambientato nell'isola settentrionale di Hadria, e Le leggende di Andor - L'Ultima Speranza (nel 2017) ambientato nelle regioni meridionali di Andor.

## Espansioni
- Le Leggende di Andor: Lo Scudo Astrale (2013), include nuove leggende per il gioco base.
- Le Leggende di Andor: Nuovi Eroi (2014), aggiunge nuovi eroi da poter utilizzare nel gioco base e nell'espansione Lo Scudo Astrale.
- Le Leggende di Andor: Eroi Oscuri (2017), aggiunge nuovi eroi da poter utilizzare nel gioco base e in L'Ultima Speranza.
- Le Leggende di Andor: The Bonus Box (2017), inedita in Italia
- Le Leggende di Andor: The lost legends - Old Ghosts (2018), inedita in Italia

## Spin-off
Nel 2015 viene pubblicato Le Leggende di Andor: Chada & Thorn un gioco di carte per due giocatori in cui si potranno impersonare l'arciera Chada e il guerriero Thorn.

## Riconoscimenti
Di seguito tutti i riconoscimenti ricevuti dal gioco:
- 2012 
  - Lucca Games Best of Show: Side Award per il Miglior Progetto Editoriale;
- 2013
  - Kennerspiel des Jahres: vincitore[1];
  - As d'Or - Jeu de l'Année: vincitore[2];
  - Juego del Año: gioco vincitore;
  - Tric Trac: finalista;
  - Deutscher Spiele Preis: 5º classificato;
  - Golden Geek: Best Thematic Board Game Nominee;
- 2014 
  - Nederlandse Spellenprijs: vincitore nella categoria gioco per esperti;